# إدي لايتون
إدي لايتون (بالإنجليزية: Eddie Layton)‏ هو عازف الأرغن أمريكي، ولد في 10 أكتوبر 1925 في فيلادلفيا في الولايات المتحدة، وتوفي في 26 ديسمبر 2004 في Forest Hills, Queens ‏ في الولايات المتحدة.

## وصلات خارجية
- إدي لايتون على موقع IMDb (الإنجليزية)
- إدي لايتون على موقع ميوزك برينز (الإنجليزية)
- إدي لايتون على موقع ديسكوغز (الإنجليزية)